# Эттингер, Курт
Курт Эрих Эттингер (нем. Kurt Erich Ettinger, 19 ноября 1901 — 6 января 1982) — австрийский фехтовальщик еврейского происхождения, призёр чемпионатов мира.

## Биография
Родился в 1901 году в Вене. В 1923 году стал чемпионом Австрии в рапире. В 1924 году принял участие в соревнованиях по фехтованию на рапирах на Олимпийских играх в Париже, но неудачно. В 1928 году стал чемпионом Австрии в сабле, но в соревнованиях по фехтованию на рапирах на Олимпийских играх в Амстердаме вновь потерпел неудачу. В 1929 году снова стал чемпионом Австрии в рапире.
В 1931 году стал чемпионом Австрии в рапире и сабле, и завоевал бронзовую медаль Международного первенства по фехтованию в Вене. В 1933 году стал серебряным призёром Международного первенства по фехтованию в Будапеште. В 1937 году завоевал бронзовую медаль первого официального чемпионата мира по фехтованию (тогда же Международная федерация фехтования задним числом признала чемпионатами мира все прошедшие ранее Международные первенства по фехтованию).
После германского аншлюса Австрии уехал в Париж. В мае 1941 года прибыл в США и стал гражданином Соединённых Штатов, сменив первые два имени с «Курт Эрих» на «Кёртис Томас» (англ. Curtis Thomas)/ С декабря 1942 года по июль 1943 года служил в армии США.